# سيليتوه بالابوهانراتو جيوبارك
سيليتوه بالابوهانراتو جيوبارك (بالإندونيسية: Taman Bumi Ciletuh-Palabuhanratu) هي حديقة جيولوجية وطنية في بيلابوهان راتو من ريجنسي سوكابومي في جاوة الغربية إندونيسيا. تم الاعتراف بها من قبل اليونسكو في عام 2015 على أنها حديقة جيولوجية وطنية. تم اقتراح أن تصبح عضوًا في شبكة جيوبارك العالمية ليتم الاعتراف بها من قبل اليونسكو بحلول عام 2017. وقد جعلت اليونسكو الحديقة كجزء من شبكة جيوبارك العالمية في أبريل 2018.
تبلغ مساحة الحديقة حوالي 128.000 هكتار. جيث تنتشر في 8 مناطق فرعية و74 قرية في بيلابوهان راتو.

## عوامل الجذب
الحديقة وجهة سياحية شهيرة. من عوامل الجذب فيها:
- بونشاك دارما: وهي أعلى نقطة في الحديقة.
- شلال سوروغ سودونغ.
- شلال سوروغ أوانغ.
- شاطئ بالانغ بانغ.
- بوكيت بانينجوان هيل.
- شلال سوروغ سيمارينجونغ.
- شاطئ بالابوهاناتو.
- كهف لالاي بالابوهاناتو.
- حمامات بالابوهاناتو الحارة.